# Blair Tuke
Pour les articles homonymes, voir Tuke.
Blair Tuke, né le 25 juillet 1989 à Kawakawa, est un skipper néo-zélandais. Il a remporté la médaille d'argent lors des Jeux olympiques d'été de 2012 à Londres dans l'épreuve du 49er avec son compatriote Peter Burling. Il a aussi été champion du monde de 29er à Riva del Garda en 2009.

## Palmarès
- Médaillé d'argent aux Jeux olympiques de Londres 2012 ( Royaume-Uni)
- Médaillé d'or aux Jeux olympiques de Rio 2016 ( Brésil)
- Médaillé d'argent aux Jeux olympiques de Tokyo 2020 ( Japon)